# Oksen Mirsojan

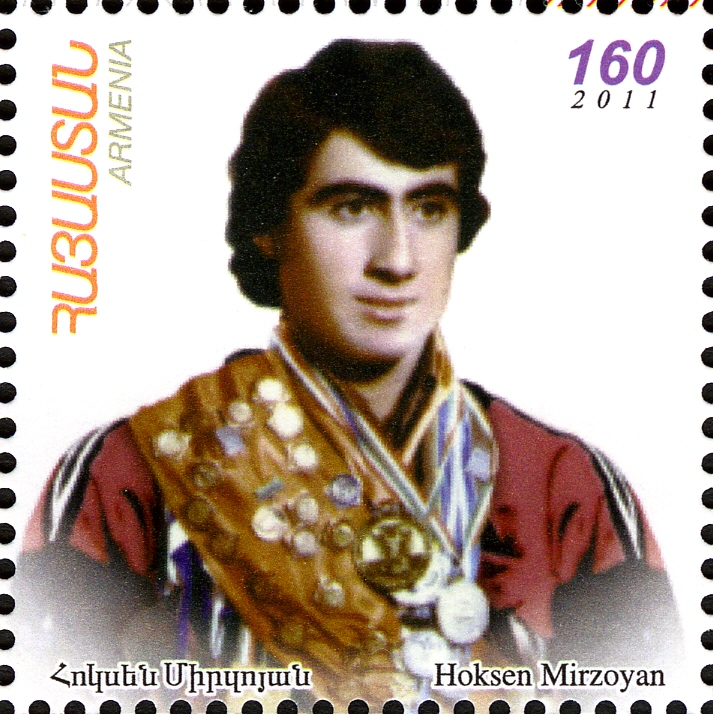
Oksen Mirsojan auf einer armenischen Briefmarke

Oksen Mirsojan (armenisch Օքսեն Միրզոյանն; * 11. Juni 1961 in Angeghakot, heutiges Armenien) ist ein ehemaliger sowjetischer Gewichtheber. Bei den Olympischen Spielen in Seoul gewann er 1988 die Goldmedaiile im Bantamgewicht, nachdem der Bulgare Mitko Grablew, der vor ihm gelegen hatte, wegen Dopings disqualifiziert wurde.

## Leben
Mirsojan begann als Jugendlicher in Armenien mit dem Gewichtheben. Nach ersten Erfolgen auf regionaler Ebene wurde er zu Spartak Jerewan und später zu Dynamo Jerewan delegiert. Mit einer Größe von 1,55 Metern startete er meist im Bantamgewicht und wenige Male im Federgewicht.
Ab 1982 gehörte er der sowjetischen Nationalmannschaft an, in der er eine Vielzahl von sportlichen Erfolgen erzielte. Nach dem Zerfall der Sowjetunion Armenien startete er 1993 für Armenien noch einmal im Federgewicht bei der Weltmeisterschaft in Sofia, wo er aber nur den 6. Platz erzielte. Danach wurde Mirsojan als Trainer im Gewichtheben tätig. Von 1998 bis 2004 war er Präsident des armenischen Gewichtheber-Verbandes und Trainer der Nationalmannschaft im Gewichtheben. 2004 wurde er Vize-Präsident des armenischen Olympischen Komitees. Er trainiert seinen Sohn Arakel Mirsojan, der 2009 Europameister im Leichtgewicht wurde.

## Internationale Erfolge
Alle Wettkämpfe im Zweikampf, bestehend aus Reißen und Stoßen.
| Jahr | Wettbewerb                               | Ort             | Gewichtsklasse | Platz | Gesamtergebnis in kg |
| 1980 | Baltic Cup                               | Bollnäs         | Bantam         | 2.    | 235                  |
| 1982 | Turnier der Freundschaft                 | Frunse          | Bantam         | 1.    | 267,5                |
| 1982 | Weltmeisterschaft / Europa-Meisterschaft | Ljubljana       | Bantam         | 2.    | 272,5                |
| 1983 | Weltmeisterschaft / Europa-Meisterschaft | Moskau          | Bantam         | 1.    | 292,5                |
| 1985 | Europa-Meisterschaft                     | Kattowitz       | Bantam         | 2.    | 270                  |
| 1985 | Weltmeisterschaft                        | Södertälje      | Bantam         | 2.    | 280                  |
| 1986 | Europa-Meisterschaft                     | Karl-Marx-Stadt | Bantam         | 2.    | 280                  |
| 1986 | Baltic-Cup                               | Stavanger       | Feder          | 1.    | 280                  |
| 1986 | Weltmeisterschaft                        | Sofia           | Bantam         | 3.    | 285                  |
| 1987 | Weltmeisterschaft                        | Ostrava         | Feder          | 3.    | 305                  |
| 1988 | Olympische Spiele                        | Seoul           | Bantam         | 1.    | 292,5                |

## Sowjetische Meisterschaften
| Jahr | Gewichtsklasse | Platz | Ergebnis                                                        |
| 1982 | Bantam         | 1.    | 270 kg                                                          |
| 1983 | Bantam         | 1.    | 287,5 kg                                                        |
| 1987 | Feder          | 2.    | 305 kg, hinter Jurik Sarkisjan, 307,5 kg                        |
| 1988 | Bantam         | 1.    | 290 kg                                                          |
| 1990 | Bantam         | 3.    | 260 kg, hinter A. Nasibuljin, 270 kg u. A. Schewjakow, 262,5 kg |
| 1991 | Bantam         | 1.    | 277,5 kg                                                        |